# Альмейда, Эвер Уго
Эве́р У́го Альме́йда (исп. Ever Hugo Almeida; род. 1 июля 1948, Сальто) — уругвайский и парагвайский футболист, вратарь, затем футбольный тренер. Наиболее известен по выступлениям за «Олимпию» из Асунсьона, ворота которой защищал в течение 18-ти лет и в составе которой стал 10-кратным чемпионом Парагвая и дважды выигрывал Кубок Либертадорес. Выступал за сборную Парагвая, провёл в её составе 20 матчей. В составе «Олимпии» участвовал в 16 розыгрышах Кубка Либертадорес, проведя в общей сложности 113 игр, что является рекордом турнира. После завершения игровой карьеры успешно проявил себя на тренерском поприще, став чемпионом нескольких латиноамериканских стран.

## Карьера
Начал карьеру в клубе «Серро» из Монтевидео в 1967 году. В том сезоне и в следующем за ним «Серро» дважды становился третьим в первенстве, уступая лишь двум величайшим клубам страны — «Пеньяролю» и «Насьоналю». После пяти сезонов в «Серро» Альмейда уехал играть в Парагвай. В 1972 году он играл за «Гуарани», а на следующий год перешёл в «Олимпию», где провёл всю оставшуюся карьеру. «Олимпия», всегда являвшаяся одной из сильнейших команд в парагвайском футболе, и в то время выступала очень сильно; за то время, когда её ворота защищал Альмейда, бывший основным голкипером практически всё время своих выступлений в Парагвае, «Олимпия» стала 10-кратным чемпионом страны (в том числе 6 титулов подряд) и обладателем большого числа кубковых трофеев. В 1979 году «Олимпия» выиграла Кубок Либертадорес, обыграв в финале «Боку Хуниорс» — один из сильнейших клубов мира того времени, выигравший два предыдущих розыгрыша трофея, а затем асунсьонский клуб взял и Межконтинентальный кубок, переиграв «Мальмё». В конце карьеры Альмейда выиграл свой второй Кубок Либертадорес.
Как тренер Эвер Уго выиграл в 1993 году чемпионат Парагвая с «Олимпией», руководил сборной Парагвая на домашнем Кубке Америки 1999 года, где команда вылетела в 1/4 финала, затем выиграл пять чемпионатов Гватемалы с «Мунисипалем» и два чемпионата Эквадора с командой «Эль Насьональ».
В июле 2009 года был назначен главным тренером команды «Насьональ» (Асунсьон). Сразу же Альмейда выиграл со своей новой командой чемпионат Парагвая, причём это был первый чемпионский титул «Насьоналя» за последние 63 года. В мае 2010 года назначен главным тренером сборной Гватемалы.

## Достижения

### Как игрок
«Серро»
- 3-е место в чемпионате Уругвая (2): 1967, 1968

«Олимпия»
- Чемпион Парагвая (10): 1975, 1978, 1979, 1980, 1981, 1982, 1983, 1985, 1988, 1989
- 2-е место в чемпионате Парагвая (4): 1973, 1974, 1986, 1987
- Обладатель Кубка Либертадорес (2): 1979, 1990
- Финалист Кубка Либертадорес: 1989
- Обладатель Межконтинентального кубка: 1979
- Обладатель Межамериканского кубка: 1979
- Обладатель Суперкубка Либертадорес: 1990
- Обладатель Рекопы Южной Америки: 1991[7]

### Как тренер
«Олимпия» Асунсьон
- Чемпион Парагвая: 1993
- Финалист Кубка Либертадорес: 2013

«Насьональ» Асунсьон
- Чемпион Парагвая: 2009 (Клаусура)

«Мунисипаль»
- Чемпион Гватемалы: 2001 («Переходный» чемпионат), 2002 (Клаусура), 2002 (Апертура), 2003 (А), 2004 (А)
- Победитель турнира Copa Interclubes de la UNCAF: 2001

«Эль Насьональ»
- Чемпион Эквадора: Кл. 2005, 2006